# Trappistenkloster Kokoubou
Das Trappistenkloster Kokoubou (lat. Monasterium Beatae Mariae de Kokoubou; franz. Monastère Cistercien N.-D. de Kokoubou) ist seit 1972 ein beninisches Kloster bei Parakou, Department Borgou, Erzbistum Parakou.

## Geschichte
Das französische Kloster Bellefontaine gründete 1972 das Kloster Notre-Dame de Kokoubou („Unsere Liebe Frau von Kokoubou“) 26 Kilometer westlich von Parakou und 36 Kilometer entfernt von der 1960 gegründeten Trappistinnenabtei Étoile Notre-Dame. Das Kloster wurde 1985 zum Priorat erhoben. Im gleichen Jahr weihte Bischof Nestor Assogba die Klosterkirche ein. Anwesend waren: Generalabt Ambrose Southey, Abt Emmanuel Coutant (1924–2008) von Bellefontaine, sowie der Bischof von Kikwit, Edouard Mununu Kasiala (1936–2022).
Priore:
- Charles Faucher (1972–2001)
- Jean Forestier (2002–2014)
- Marcellin Dhecadjevi (seit 2014)